# Rissoa scurra
Rissoa scurra is een slakkensoort uit de familie van de Rissoidae. De wetenschappelijke naam van de soort is voor het eerst geldig gepubliceerd in 1917 door Monterosato.